# Понсен (Эн)
Понсе́н (фр. Poncin) — коммуна во Франции, находится в регионе Рона — Альпы. Департамент — Эн. Административный центр кантона Понсен. Округ коммуны — Нантюа.
Код INSEE коммуны — 01303.

## География
Коммуна расположена приблизительно в 390 км к юго-востоку от Парижа, в 60 км северо-восточнее Лиона, в 19 км к юго-востоку от Бурк-ан-Бреса.
По территории коммуны протекают реки Эн и Верон.

## Климат
Климат полуконтинентальный с холодной зимой и тёплым летом. Дожди бывают нечасто, в основном летом.

## Население
Население коммуны на 2010 год составляло 1644 человека.
| 1962 | 1968 | 1975 | 1982 | 1990 | 1999 | 2010 |
| ---- | ---- | ---- | ---- | ---- | ---- | ---- |
| 1157 | 1210 | 1115 | 1144 | 1229 | 1371 | 1644 |

## Администрация
| Период | Период | Фамилия         | Партия | Примечания |
| ------ | ------ | --------------- | ------ | ---------- |
| 1989   | 1998   | Патрик Бертье   |        |            |
| 1998   | 2008   | Мишель Жандарм  |        |            |
| 2008   | 2020   | Жан-Мишель Жиру |        |            |

## Экономика
В 2010 году среди 987 человек трудоспособного возраста (15—64 лет) 752 были экономически активными, 235 — неактивными (показатель активности — 76,2 %, в 1999 году было 73,4 %). Из 752 активных жителей работали 667 человек (367 мужчин и 300 женщин), безработных было 85 (37 мужчин и 48 женщин). Среди 235 неактивных 72 человека были учениками или студентами, 101 — пенсионерами, 62 были неактивными по другим причинам.

## Достопримечательности
- Замок Понсен[фр.] (XIII век). Исторический памятник с 1970 года.[4]